# Technikum Lage
Das Technikum Lage  ist ein Mitte der 1920er-Jahre im Stil des Neoklassizismus errichtetes Gebäude in Lage, Kreis Lippe, in Nordrhein-Westfalen. Darin befand sich ein privates Polytechnikum und von 1971 bis 1981 eine Abteilung der Fachhochschule Lippe als eine der Vorläuferinstitutionen der Technischen Hochschule Ostwestfalen-Lippe. 1988 wurde das Gebäude in die Liste der Baudenkmale der Stadt Lage aufgenommen. Das Gebäude dient nach mehrfachem Besitzwechsel, Jahren des Leerstands und einem Umbau als Kulturzentrum. Es wird von der Musikschule Lage, der Volkshochschule Lippe-West und der Dotti-Stiftung genutzt.

## Geschichte

### Vorläuferinstitution
Vorläufer des Technikums war eine Bau- und Ingenieurschule, die der Architekt Johann Berger aus Detmold ab 1906 in Lage betrieb. Dafür hatte er im August 1903 ein Gebäude in der Langen Straße 117 gekauft. Als Vorbild diente das Technikum Strelitz. Dessen Direktor Max Hittenkofer war mit Plänen zur Einrichtung einer Filiale in Lage am Widerstand des Magistrats gescheitert; Berger war dem Magistrat bekannt und erhielt die Genehmigung. Zu den Studenten gehörte Wilhelm Quest, dessen Vater Adolf Quest in Lage Erster Ratsherr, Ziegelmeister und Fabrikbesitzer war. Wilhelm Quest unterrichtete später selbst als Dozent und gab an der Schule auch Fahrunterricht. Bergers Bau- und Ingenieurschule scheiterte jedoch, 1913 wurde das Schulgebäude zwangsversteigert und ging an den Rentner Georg Stolte.

### Lippisches Polytechnisches Institut
Wilhelm Quest gründete im Herbst 1911 die Bau- und Ingenieurschule Lage, die er bald in Lippisches Polytechnisches Institut umbenannte. Von Georg Stolte mietete er das Gebäude in der Langen Straße und unterrichtete zunächst zusammen mit zwei Lehrkräften. Gelehrt wurden Maschinenbau, Elektrotechnik, Tonindustrie, Bauingenieur- und Architekturwesen, Eisenbeton und dessen Konstruktion, Heizung und Lüftung. Die Ausbildung dauerte zwei bis zweieinhalb Jahre. Angegliedert war eine Chauffeurschule. Adolf Quest, der Vater des Gründers, nutzte seine guten Kontakte, um die Absolventen in Arbeitsverhältnisse zu vermitteln.
Während des Ersten Weltkriegs lag der Unterricht weitgehend brach. Wilhelm Quest musste das Schulgebäude in der Langen Straße aufgeben. Unterrichtet wurde im Haus der Familie Quest in der Plaßstraße. Nebenbei arbeitete Quest im Gebrauchtmaschinenhandel und gab Offizieren Fahrunterricht. Wegen einer Herzschwäche war er selbst vom Militärdienst befreit.
Der erneute Aufschwung kam mit Ende des Ersten Weltkriegs zum Wintersemester 1918/1919. Quest kehrte in die Lange Straße zurück, in dem die Platzverhältnisse jedoch bald nicht ausreichten, weil sich im Erdgeschoss bis April 1920 eine militärische Einrichtung befand. Noch 1919 kaufte Quest das Gebäude und drei Monate später das gegenüberliegende Hotel Siekmann. In dieser Zeit erhielt das Polytechnische Institut einen Verwaltungsrat, dem in der Zeit der Weimarer Republik auch Regierungsvertreter des Freistaats Lippe angehörten.
Quest plante Anfang der 1920er einen Neubau, geriet jedoch mit dem Magistrat von Lage über die Bedingungen eines Darlehens dafür in Konflikt. Daraufhin berieten er als Direktor und das Kollegium 1922 öffentlich über eine Verlegung des Instituts nach Detmold oder Rinteln. Das Finanzierungsproblem konnte Quest schließlich unabhängig von kommunaler Unterstützung lösen.

### Technikum
In den Jahren 1924 bis 1926 ließ Quest nach den Plänen der in Lage renommierten Architekten Gebrüder Richts ein dreigeschossiges Gebäude mit ausgebautem Dachgeschoss im Stil des Neoklassizismus errichten. Es enthielt große helle Hörsäle, großzügige Laboratoriumshallen und eine repräsentative Eingangshalle. Über dem Eingangsportal wurden die Direktion und das Sekretariat untergebracht. Im Stammgebäude in der Langen Straße befand sich noch die Mensa, auch Quest wohnte darin.
Nach der Fertigstellung des Neubaus stieg die jährliche Studentenfrequenz von 450 auf 700 bis 800. 1924 war das Technikum Lage in den Verband der höheren technischen Lehranstalten Deutschlands aufgenommen worden. Im Oktober 1926 richtete Quest auf Wunsch der Lippischen Regierung wieder die „Tonindustrie-Ingenieurschule“ als Nachfolgerin der im Ersten Weltkrieg aufgegebenen Zieglerschule ein.
Wilhelm Quest starb am 14. Juni 1930 in Thale im Alter von 45 Jahren an einem Herzinfarkt. Landespräsident Heinrich Drake würdigte seine von Tatkraft begleitete erfolgreiche Arbeit, die der Stadt Lage und dem gesamten Land Lippe zugutegekommen sei.
Karl und Paul Quest, zwei Brüder Wilhelm Quests, übernahmen die Leitung des Technikums. Während der Weltwirtschaftskrise sank die Studentenzahl auf 132 im Sommersemester 1935. Zum Aufschwung trug die Schließung des Technikums Lemgo zum Wintersemester 1936/1937 bei, das sich in wirtschaftlichen Schwierigkeiten befunden hatte.
Für die Lehrkräfte galt ab Mai 1937 eine Verordnung des Reichsstatthalters in Lippe und Schaumburg-Lippe, die von Lehrkräften an Privatschulen einen Unterrichtserlaubnisschein verlangte, der von ihnen das rückhaltlose Eintreten für den NS-Staat verlangte. Ausgestellt wurde er außerdem nur bei Vorlage eines „Ariernachweises“ für sich und den Ehepartner.
1938 wurde die Ingenieur- und Bauschule in die Liste der deutschen Fachschulschaft des Reichsministeriums für Wissenschaft, Erziehung und Volksbildung eingetragen. Dafür musste das Technikum in eine Ingenieurschule, eine Bauschule und die Ziegelei-Ingenieurschule aufgeteilt werden. Die Trennung war im Oktober 1939 vollzogen. Im selben Jahr erhielt die Bauschule einen Neubau im Bleichenweg.
Mehr als tausend Studenten schrieben sich ein, doch wurden viele von ihnen bei Beginn des Zweiten Weltkriegs vor Semesterbeginn zur Wehrmacht eingezogen.
Im Wintersemester 1942/1943 wurden am Technikum noch 367 Studierende und mehr als 100 Technische Zeichnerinnen unterrichtet, hinzu kamen 28 Praktikanten.
Nach der Ausrufung des „Totalen Kriegs“ verhängte das Reichserziehungsministerium einen Erlass, nach dem das Technikum zu schließen war. Karl Quest erreichte, dass die Flugzeugindustrie ihn mit der Ausbildung von 150 Technischen Zeichnerinnen beauftragte. Im Technikumsgebäude wurde zudem wurde eine Konstruktionsabteilung des Flugzeugherstellers Focke-Wulf untergebracht, in der Bauschule ein Flugzeugbau-Forschungsinstitut.
Nach dem Einmarsch von US-Soldaten in der Nacht zum 4. April 1945 wurde das Technikum als Lazarett beschlagnahmt. Später nutzten es Truppenteile der British Army.
Im Wintersemester 1945/1946 begann der Lehrbetrieb wieder mit 256 Studenten in den Fachbereichen Hoch- und Tiefbau, Elektrotechnik und Maschinenbau. Im Gebäude der Bauschule wurden Behelfsquartiere für Studenten und Lehrpersonal eingerichtet. 1947 erlaubte die britische Militärregierung Lehrgänge der Ziegelei-Ingenieurschule. Hinzu kam von 1946 bis 1949 die Ausbildung technischer Nachwuchskräfte der Post. 1947 hatte das Technikum rund eintausend Studenten.
1952/1953 wurde hinter dem Technikum ein Konstruktionsgebäude gebaut.
Eine Technikerausbildung im Maschinenbau, in der Elektrotechnik und im Bauwesen, die 1958 eingeführt wurde, ermöglichte eine berufliche Qualifizierung über vier Semester.
Die Bildungspolitik der Landesregierung von Nordrhein-Westfalen führte ab den 1950er-Jahren zum Sinken der Studentenzahlen des Technikums. Eine Ursache war die Einrichtung staatlicher Ingenieurschulen in Bielefeld, Paderborn und Lemgo, an der anders als beim privatwirtschaftlich geführten Technikum Schulgeldfreiheit herrschte. Die „Erbengemeinschaft Wilhelm Quest“, bestehend aus Wilhelm Quests Witwe und drei ihrer Kinder, die mit ihrem persönlichen Vermögen für das Technikum hafteten, erkannten, dass die private Bildungseinrichtung keine lange Zukunft mehr haben würde. Sie teilte dem Land Nordrhein-Westfalen mit, das Technikum zu schließen.

### Fachhochschule Lippe, Abteilung Lage
In Lage gründete sich 1970 der „Verein für Freunde und Förderer der Ingenieurschule für Bauwesen in Lage“, der dazu beitrug, den Übergang vom Technikum zur Fachhochschule Lippe zu bewältigen. Vom Technikum wechselte Gerhard Quest, der ursprünglich als Nachfolger für den langjährigen Technikumsdirektor Karl Quest vorgesehen war, zum Wintersemester 1970/1971 mit den Fachbereichen Maschinenbau und Elektrotechnik an die Ingenieurschule Lemgo. Die Fachbereiche Hoch- und Tiefbau wurden von der Ingenieurschule Minden übernommen, blieben aber am Standort Lage.
Am 1. August 1971 wurde die Fachhochschule Lippe gegründet. Am Standort Lage wurden noch Architektur und Bauingenieurwesen gelehrt, ein Fachbereich Innenarchitektur befand sich am Standort Detmold. 1981 endete nach zehn Jahren die Zeit des Fachhochschulstandorts Lage. Am 11. Februar 1981 legten dort die letzten Architekturstudenten das Examen ab. Die Fachbereiche Architektur, Innenarchitektur und Bauingenieurwesen wurden zur Abteilung Bauwesen am Fachhochschulstandort Detmold zusammengefasst.

### Das Technikum nach der Aufgabe des Fachhochschulstandorts
Für den Baukomplex des Technikums konnte jahrelang kein sinnvolles Nutzungskonzept entwickelt werden. In das Bauschulgebäude zog im August 1971 für drei Jahre das Gymnasium Lage ein. In den 1980er-Jahren wurden die Bauschule, das Maschinenlabor und die Technikerschule abgerissen. Auch der Abriss des Hauptgebäudes wurde im Januar 1987 beantragt. Die örtliche Arbeitsgemeinschaft „Denkmalschutz“ des Lippischen Heimatbunds setzte sich für den Erhalt ein.
Am 22. November 1988 wurde das Gebäude in die Denkmalliste der Stadt Lage eingetragen.
Das Gebäude stand weiterhin leer, obwohl der Rat der Stadt 1988 darüber beraten hatte, die Kommunalverwaltung darin unterzubringen und ein Kulturzentrum zu schaffen. 1989 kaufte die Landesentwicklungsgesellschaft Nordrhein-Westfalen den Komplex, 1993 verkaufte sie ihn an die Stadt Lage weiter. 1991 schrieb die Stadt einen Architektenwettbewerb zum Umbau des Technikums in ein Kulturzentrum aus, für den das Büro „planen+bauen“ aus Lemgo den Zuschlag erhielt. Der zwei Jahre dauernde Umbau kostete rund acht Millionen Mark.

### Nutzung seit 1995 als Kulturzentrum

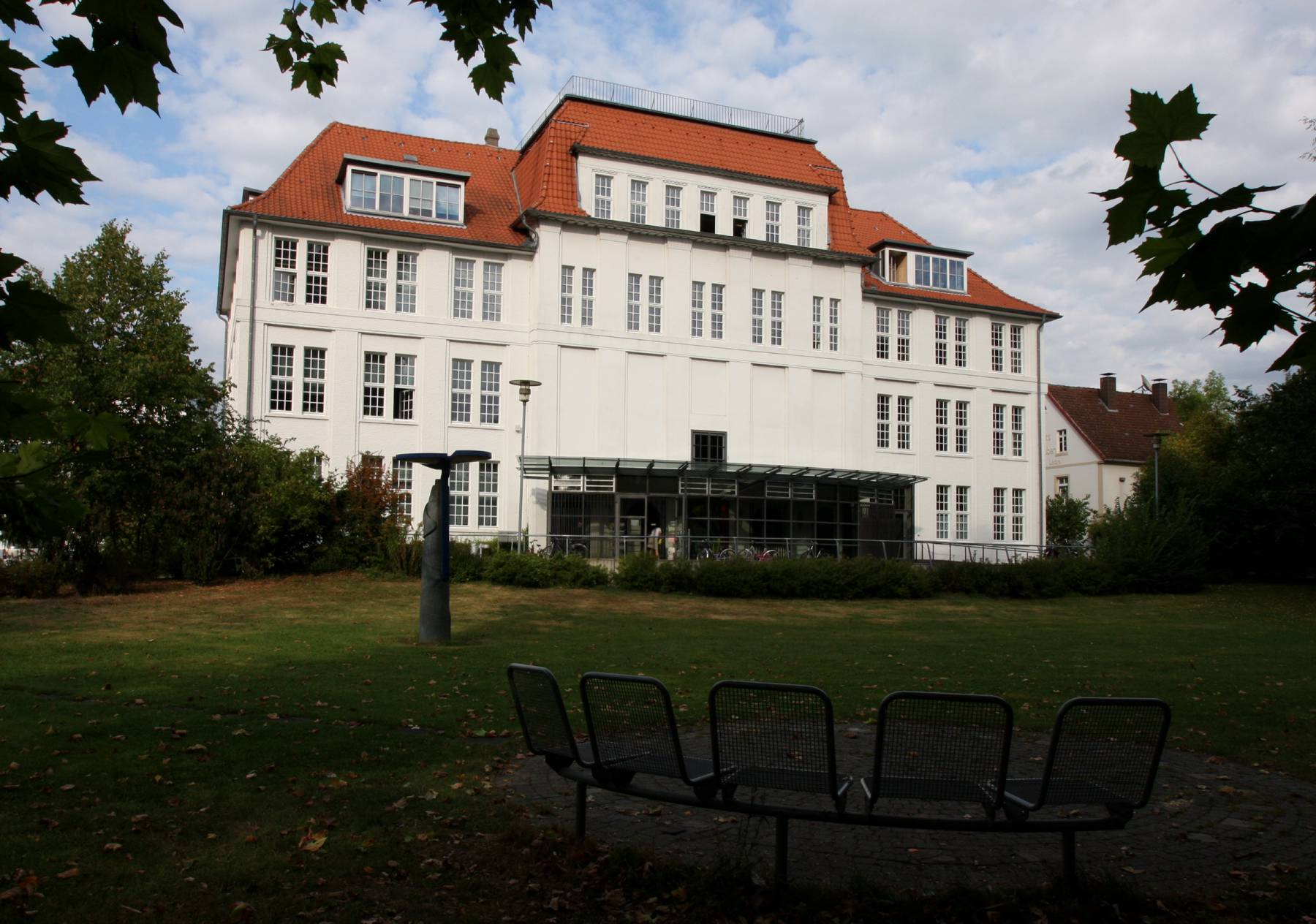
Rückseite des Technikums (2011)

Seit Herbst 1995 wird das ehemalige Hauptgebäude des Technikums als Kulturzentrum genutzt. Seither beherbergt es die Volkshochschule Lippe-West und die Musikschule Lage. Im Foyer im Erdgeschoss veranstaltet die Dotti-Stiftung Ausstellungen mit Werken von Künstlern aus der Region. Sie trägt den Namen der Künstlerin und Kunstpädagogin Sibylle Dotti (1913–2003), die zu den Mitbegründern der Künstlergruppe junger westen gehörte. Von Ende Juni 2016 bis Juli 2017 war die Stadtbücherei Lage im Technikum untergebracht.